# Parafia Matki Bożej Częstochowskiej w Bogumiłowicach
Parafia Matki Bożej Częstochowskiej w Bogumiłowicach – parafia rzymskokatolicka, znajdująca się w diecezji tarnowskiej, w dekanacie Wojnicz.